# Selje
Selje è un ex comune norvegese della contea di Sogn og Fjordane. Dal 1º gennaio 2020 fa parte del comune di Stad.